# Den hemlighetsfulle patienten
Den hemlighetsfulle patienten (engelska: The Adventure of the Resident Patient) är en av Sir Arthur Conan Doyles 56 noveller om detektiven Sherlock Holmes. Novellen publicerades första gången 1893. Doyle själv rankade novellen som den artonde bästa av hans favoritnoveller om Holmes. Den hemlighetsfulle patienten ingår i novellsamlingen The Memoirs of Sherlock Holmes.

## Handling
Doktor Percy Trevelyan söker upp Holmes och berättar en udda historia. Han var en ung lovande, men fattig, doktor som för några år sedan söktes upp av en mister Blessington. Denna Blessington föreslog ett samarbete. Blessington skulle stå för allt som hör en bra läkarpraktik till, hus med mottagningsrum och väntrum, servicepersonal, medicin och utrustning, och i utbyte skulle han få tre fjärdedelar av doktor Trevelyans intäkter. Trevelyan accepterade erbjudandet och Blessington lät anordna allt. Mister Blessington hade även planerat att bo i det nya huset och på så sätt få doktor Trevelyan som husläkare på nära avstånd. 
Några år passerade med goda affärer och lugna rutiner, men plötsligt började Blessington att uppträda mycket nervöst. Han stannar inomhus och tar inga risker. En dag söker en rysk man doktor Trevelyans hjälp. Han har katalepsi och vill få Trevelyans råd. Den ryske mannen har med sig sin son som väntar i väntrummet, medan Trevelyan undersöker fadern. Mitt i undersökningen får mannen en kataleptisk attack och Trevelyan hastar ut för att hämta medicin. Väl tillbaka med denna visar det sig att såväl fadern som sonen är helt borta. 
Trevelyan hinner inte tänka så mycket på det, för mister Blessington är upprörd. Någon har varit i hans rum. Blessington ber Trevelyan att uppsöka Holmes, och be om dennes hjälp. Holmes och doktor Watson följer med Trevelyan, men Holmes är övertygad om att Blessington döljer något. Han anar att det är det ryska paret som varit inne i Blessingtons rum och att Blessington vet vilka dessa är, men Blessington säger sig intet veta. 
Morgonen därpå är Blessington död. Han hittas hängd och polisen misstänker självmord. Holmes lyckas däremot bevisa att det är mord och kan även presentera namnet på mördarna och ett motiv.

## Filmatisering
Novellen filmatiserades 1985 med Jeremy Brett i huvudrollen.